# Brookfield Corporation
Brookfield Asset Management, Inc. (Gestión de Activos Brookfield, en español) es una multinacional canadiense. Posee 200 mil millones de dólares de bienes bajo su administración, centrados en propiedades, energías renovables, infraestructura y capital privado. 
La compañía fue fundada en 1899 como constructora y operadora de electricidad e infraestructura de transporte en Brasil; después la compañía se llamó «Brascan» (Brasil + Canadá). La compañía proporcionó servicios de electricidad en São Paulo y Río de Janeiro. Actualmente la compañía fue expandida y es ahora dueña y operadora de aproximadamente 220 mil millones de dólares de bienes reales, con 28 000 empleados y 100 oficinas en 20 países diferentes. Las filiales públicas más importantes de la compañía son Brookfield Renewable Energy Partners Brookfield Property Partners, Brookfield Canada Office Properties, Brookfield Incorporações, Brookfield Office Properties, Brookfield Residential Properties Inc., Brookfield Infrastructure Partners y Brookfield Real Estate Services.

## Bienes
- Propiedades: $USD 126 mil millones[6]
- Energía: $USD 22 mil millones[6]
- Infraestructura: $USD 31 mil millones[6]
- Seguridad pública: $USD 18 mil millones[6]
- Capital privado: $USD 21 mil millones[6]
- Actividades de desarrollo: $USD 7 mil millones[10]

Las ofertas de gestión de activos de la compañía no sólo se centran en activos reales, sino que también incluyen las inversiones de tipo alternativo, productos financieros estructurados, renta fija tradicional y la renta variable y reaseguro de riesgo finito. Además, Brookfield posee una participación significativa en una empresa de servicios inmobiliarios que ofrece traslados de origen, tasaciones de inmuebles, servicios de mudanza, servicios de cierre de transacciones en casa, servicios del mercado de capitales, incluyendo asesoría financiera, suscripción de valores y corretaje de propiedades. Brookfield invierte a través de empresas públicas, que figuran ya través de fondos privados. Clientes institucionales de la compañía incluyen principalmente los gobiernos, los fondos soberanos de inversión, planes de pensiones, instituciones, empresas y personas de alto patrimonio neto. La sede corporativa de la compañía está localizada en Toronto y Ciudad de Nueva York.
Brookfield tiene $USD 23 mil millones de activos bajo gestión en Canadá, $USD 134 mil millones invertidos en los Estados Unidos y $USD 15 mil millones invertidos en Australia y Asia, $USD 20 mil millones en América del Sur y $USD 12 mil millones en el Reino Unido, Europa Occidental y el Medio Oriente. Sus principales inversiones inmobiliarias incluyen Brookfield Place (antes conocido como el World Financial Center) en Nueva York, Canary Wharf en Londres (propiedad con el fondo soberano de Catar), First Canadian Place en Toronto, el Bank of America Plaza en Los Ángeles, y complejo Allen Center de Houston. Otras inversiones incluyen Brookfield Infrastructure Partners, Transelec y Brookfield Renewable Energy Partners.

## Administración
J. Bruce Flatt es socio gestor sénior y jefe agente ejecutivo. Flatt fue designado en este cargo en febrero de 2002 después de haber sido el Jefe de Agente Ejecutivo de Brookfield desde 2000. Estudió contabilidad en Clarkson, Gordon and Company. A partir del año fiscal 2014, su remuneración básica era de $USD 6 650 000.

## Historia

### 1899-1979
En 1899 el Ferrocarril de São Paulo, compañía eléctrica fue fundada por William Mackenzie, Frederick Duro Pearson y otros.
En 1904 el Tranvía de Río de Janeiro, Luz y Compañía de Poder estuvo fundado por el grupo de Mackenzie.
En 1979 los bienes brasileños de la compañía fueron transferidos a una propiedad local (Eletropaulo y Light S. A.).

### 2005-2009
En 2005, la compañía cambió su nombre a Brookfield Asset Management (BAM). Como parte de una serie de adquisiciones en 2007, Brookfield adquirióMultiplex Group construction company por US$ 6.1 mil millones y la renombró Brookfield Multiplex. También adquirió Longview Fibre Company, ampliando su plataforma de bosques maderables de 2,5 millones de acres (10.000 km²). En 2008,  Brookfield Infrastructure Partners  se giraron fuera de la sociedad de cartera, y posteriormente se fusionaron con Australia's Prime Infrastructure en una transacción de US$ 1 mil millones.

### 2010-2013
En 2010, Brookfield Renewable Energy Partners se puso en marcha como una compañía de energía renovable mundial que cotiza en bolsa, con una cartera de centrales hidroeléctricas y eólicas en Canadá, Estados Unidos y Brasil.
El 26 de abril de 2013, Brookfield Office Properties presentó una oferta para adquirir a MPG Office Trust Inc. y anunció planes para crear un nuevo fondo de $ 1.15 millones de dólares que sostendría siete edificios de oficinas en Los Ángeles.

### 2014 - Actualidad
Brookfield se reveló como un acreedor significativo en un brazo de la quiebra de Texas Utility Energy Future Holdings, como titular de la deuda en la competencia subsidiaria de Texas Electric Holdings.
Brookfield Property Partners y la Autoridad de Inversiones de Catar adquiere las patentes para el desarrollo inmobiliario de Canary Wharf en Londres por 2,6 mil millones de libras esterlinas. Brookfield fue el comprador más grande de inmuebles europeo en 2015.
El 13 de enero de 2016, Brookfield adquirió el 57% de la empresa de servicios de ISAGEN, en Colombia, por una suma de $ 6,480,000,000,000 (COP) ($ 2.03 mil millones de dólares). A principios de 2016, Brookfield anunció que se asoció con Korea Investment Corp. para comprar un pedazo importante de la Potsdamer Platz de Berlín, la adquisición de un total de 17 edificios. El precio total de adquisición es $ 1410 millones. Al anunciar la transacción, Brookfield Property Partners, el presidente Ric Clark dijo que la compañía está buscando a los activos de clase mundial adicionales.
En 2018, Naturgy vende su participación de Gas Natural S.A. E.S.P. a Brookfield y esta renombra la marca como Vanti.